# 楊獎
楊獎（1499年—？），字懋德，山西平陽府解州安邑縣人，鹽籍，明朝政治人物。

## 生平
嘉靖元年（1522年）壬午科山西鄉試第六名舉人。嘉靖十四年（1535年）中式乙未科會試第一百四十八名，登第三甲第一百一十六名進士。授山東寿光县知县。

## 家族
曾祖楊昭；祖父楊靖；父楊景，曾任義官。嫡母孫氏；生母宋氏。慈侍下。